# Ethan Suplee
Ethan Suplee, né le 25 mai 1976 à Manhattan, quartier de New York, est un acteur américain.

## Biographie
Ethan Suplee est né à Manhattan. Ses parents sont Debbie et William "Bill" Suplee. Ils étaient tous deux acteurs à Broadway, et sa mère était professeur d'art dramatique. À l'âge de 1 an, Ethan déménage avec ses parents à Los Angeles en Californie.
Il commence à jouer à l'école. Puis, à l'âge de 16 ans, son ami Giovanni Ribisi l'encourage à entrer dans une classe pour acteur. Mais à 17 ans, il quitte les cours et décide de poursuivre une carrière d'acteur. Il se fait connaître en jouant dans une publicité pour la Sega Game Gear où on le voit se taper sur la tête avec un écureuil mort.
Son premier rôle au cinéma est dans Les Glandeurs (1995), le second film de Kevin Smith, aux côtés de Jason Lee. Il retrouve d'ailleurs Smith et Lee dans Méprise multiple, deux ans plus tard. Il fera également une voix dans Dogma et un caméo dans Clerks 2, deux autres films de Kevin Smith.
Entre 1994 et 1998, il acquiert une notoriété à la télévision avec ses apparitions récurrentes dans la série Incorrigible Cory.
Il joue également des rôles plus dramatiques comme un skinhead nazi dans American History X, un gothic dans L'Effet papillon, un footballeur dans Le Plus Beau des combats ainsi que l'ami de George Jung (interprété par Johnny Depp) dans Blow. Il apparaît également dans Retour à Cold Mountain, puis dans la série télévisée Entourage.
Dès 2005, il retrouve Jason Lee dans la série à succès Earl. Il y interprète le rôle de Randy, petit frère d'Earl J. Hickey qui fait une liste des choses négatives qu'il a faites dans sa vie.

### Vie privée
Il s'est marié durant l'été 2006 avec Brandy Lewis, fille de l'acteur Geoffrey Lewis et sœur de l'actrice Juliette Lewis (qui fera une apparition dans Earl). Ethan Suplee et Brandy Lewis ont deux filles : Frances Clementine, née en 2005, et Billie Grace, née en 2007.
Il est membre de la scientologie.
On constate dans Clerks 2 qu'il a perdu beaucoup de poids.
En juin 2014, il présente la demi-finale du contest de skate Battle at The Berrics 7 : Sewa Kroetkov vs Cody Cepeda.

## Filmographie
- 1994 : Les Contes de la crypte (Tales from the Crypt) - Saison 6, épisode 4 : Jaimie
- 1994-1998 : Incorrigible Cory (Boy Meets World) - 19 épisodes : Frankie Stechino
- 1995 : Sister, Sister - Saison 2, épisode 12 : Lionel
- 1995 : Les Glandeurs (Mallrats) : Willam Black
- 1996 : Drawing Flies : Ethan
- 1996 : One Down : un prisonnier
- 1996 : Don't Look Back (TV) : Gary
- 1997 : 11th Hour : Mike
- 1997 : 35 Miles from Normal : Mike
- 1997 : Méprise multiple (Chasing Amy) : un fan
- 1997 : A Better Place : le grand et rude étudiant
- 1998 : Dante's View : Mason
- 1998 : Desert Blue : Cale
- 1998 : American History X : Seth Ryan
- 1999 : Tyrone : Joshua Schatzberg
- 1999 : Dogma : Noman le Golgothien (voix)
- 2000 : Road Trip : Ed
- 2000 : Cybertr@que (Takedown) : Dan Brodley
- 2000 : Vulgar : Frankie Fanelli
- 2000 : Le Plus Beau des combats (Remember the Titans) : Louie Lastik
- 2001 : Don's Plum : Big Bum
- 2001 : Blow : Tuna
- 2001 : Évolution (Evolution) : Deke
- 2002 : John Q : Max Conlin
- 2002 : Les 20 premiers millions de Mick Jackson : Curtis "Tiny" Reese
- 2003 : Retour à Cold Mountain (Cold Mountain) : Pangle
- 2004 : L'Effet papillon (The Butterfly Effect) : Thumper
- 2004 : Jusqu'au cou (Without a Paddle) : Elwood
- 2004 : New York 911 (Third Watch) - Saison 6, épisode 4 : Aaron Gordon
- 2005-2009 : Earl (My Name Is Earl) - Saisons 1 à 4 : Randy Hickey
- 2005 : Entourage - Saison 2, épisode 5 : lui-même
- 2005 : Neo Ned : Orderly Johnny
- 2006 : Art School Confidential : Vince
- 2006 : Clerks 2 : l'un des 2 adolescents qui achètent de la drogue
- 2006 : The Fountain : Manny
- 2006 : The Year Without a Santa Claus (TV) : Jangle
- 2007 : Monsieur Woodcock (Mr. Woodcock) : Nedderman
- 2007 : Cutlass : Bruce
- 2008 : Struck (court métrage)
- 2008 : Fanboys : Harry Knowles
- 2009 : Brothers : Sweeney
- 2010 : The Dry Land : Jack
- 2010 : Unstoppable : Dewey
- 2011 : Super Hero Family - Saison 1, épisode 14 : Tom Seeley
- 2011 : Raising Hope - Saison 1, épisode 21 : Andrew
- 2011 : Wilfred - Saison 1, épisodes 1 et 3 : Spencer
- 2011-2012 : Raising Hope - Saison 2, épisodes 8, 15 et 22 : Andrew
- 2012 : Men at Work - Saison 1, épisode 2 : Dan
- 2012 : Rise of the Zombies (TV) de Nick Lyon : Marshall
- 2012 : Paper Cuts de Justin Steele : Steven
- 2013 : Breakout de Damian Lee
- 2013 : Le Loup de Wall Street (The Wolf of Wall Street) de Martin Scorsese : Toby Welch
- 2015 : True Story de Rupert Goold : Pat Frato
- 2016 : Deepwater (Deepwater Horizon) de Peter Berg : Jason Anderson
- 2016 : Chance : Darius 'D' Pringle
- 2017 : Twin Peaks - Saison 3, épisode 4 : Bill Shaker
- 2019 : Santa Clarita Diet Saison 3 : le chasseur
- 2019 : Brooklyn Affairs (Motherless Brooklyn) d'Edward Norton : Gilbert
- 2020 : Good Girls : Gil
- 2020 : The Hunt de Craig Zobel : Gary
- 2022 : Dog de Reid Carolin et Channing Tatum : Noah
- 2022 : Clerks 3 : William Black
- 2022 : Babylon de Damien Chazelle : Wilson
- 2023 : Manodrome de John Trengove : Dad Leo
- 2023 : God Is a Bullet de Nick Cassavetes : Gutter
- 2023 : Blood for Dust de Rod Blackhurst : Slim

### Jeux vidéo
- 2022 : The Quarry : Bobby Hackett

## Voix francophones
En version française, Ethan Suplee est d'abord doublé par Marc François dans Les Glandeurs, Christophe Lemoine dans Incorrigible Cory et Évolution, Alain Flick dans Le Plus Beau des combats et Mathieu Buscatto dans Les 20 Premiers Millions.
Le doublant une première fois dans American History X, Daniel Lafourcade devient la première voix régulière de l'acteur au début des années 2000, le retrouvant dans Blow, John Q et L'Effet papillon. Par la suite, c'est Olivier Cordina qui lui prête sa voix de manière sporadique dans Earl, Raising Hope, Super Hero Family, Split Decision ou encore Dog. En parallèle, Renaud Marx (Blackout total et Le Casse) et Bruno Magne (Deepwater et Santa Clarita Diet) le doublent à deux occasions.
À titre exceptionnel, il est doublé par de nombreux comédiens tels que Damien Boisseau dans New York 911, Stéphane Bazin dans Jusqu'au cou, Jonathan Cohen dans The Fountain, Patrick Mancini dans 7 h 58 ce samedi-là, Daniel Kenigsberg dans Unstoppable, Laurent Bonnet dans True Story, Jérôme Wiggins dans Chance, Benjamin Boyer dans The Ranch, Jean-Marc Delhausse dans The Hunt et Frédéric Souterelle dans Clerks 3.